# Деди Јанки
Рамон Луис Ајала Родригез (шп. Ramón Luis Ayala Rodríguez; Сан Хуан, 3. фебруар 1976), познат под уметничким именом Деди Јанки (Daddy Yankee), порторикански је певач, текстописац, репер, глумац и музички продуцент. Према Њујорк тајмсу, познат је као „Краљ регетона” — што међу критичарима што у круговима обожавалаца.

## Биографија
Ајала је рођен у Рио Пиједрасу, а одрастао је у суседству Стамбени пројекти „Вила Кенеди”.
Имао је аспирације да постане професионални играч бејзбола, и окушао се са Сијетл маринерсима у Главној лиги бејзбола. Пре него што је стигао да званично потпише, погодио га је залутали метак из пушке AK-47 — док је одмарао од сесије студијског снимања са иконом регетон микстејпа Ди-џеј Плејером. Ајала је провео отприлике једну и по годину опорављајући се од рањавања; метак му никад није уклоњен из кука, а он овај инцидент кад је упуцан наводи као разлог зашто је могао да се потпуно фокусира на музику и на крају посвети музичкој каријери.
Године 2004, Деди Јанки је издао свој међународно признати сингл Gasolina, за који се тврди да је донео регетон до светске публике и учинио овај музички жанр глобалним феноменом. Од тада је продао преко 18 милиона албума.
Својим албумом Barrio Fino написао је историју јер је исти постао најпродаванији латински музички албум деценије (2000—2009).

## Дискографија

### Студио
- 1995: No Mercy
- 2002: El Cangri.com
- 2003: Los Homerun-Es De Yankee, Vol. 1
- 2004: Barrio Fino
- 2007: El Cartel: The Big Boss
- 2010: Mundial
- 2012: Prestige
- 2017: El Disco Duro
- 2022: Legendaddy

### Лајв
- 2005: Ahora le Toca al Cangri! Live
- 2005: Barrio Fino en Directo
- 2020: 2K20

### Остало
- 1997: El Cartel de Yankee
- 2001: El Cartel II: Los Cangris
- 2008: Talento de Barrio
- 2013: King Daddy
- 2019: Con Calma & Mis Grandes Exitos

### Продуцент
- 1998: Tierra de Nadie (Ди-џеј Бени Бланко)
- 1999: Gritos de Guerra (Рубио и Џоел)
- 1999: Guatauba 2000 (разни уметници)
- 2001: Haciendo Escante (Ники Џем)
- 2003: Salón de La Fama (Ники Џем)
- 2006: Más Grande Que Tú (Мигелито)
- 2007: El Heredero (Мигелито)

## Филмографија
Филм
| Год. | Наслов                     | Улога          | Напомене                         |
| ---- | -------------------------- | -------------- | -------------------------------- |
| 2004 | Vampiros                   | Бимбо          | екстра                           |
| 2007 | Straight Outta Puerto Rico | Деди Јанки     | главна улога                     |
| 2008 | Talento de Barrio          | Едгар „Динеро” | главна улога и извршни продуцент |
| 2010 | The Bold and the Beautiful | Деди Јанки     | главна улога                     |

## Награде и номинације
Добио је разне награде и бројне номинације током своје каријере.
До августа 2017, освојио је преко 82 награде из 272 номинације откако се уздигао на међународну сцену и постао славан 2004. године.
Освојио је Латински Греми, 2 Музичке награде Билборд, 14 Музичких награда Билборд Латин, 2 Латиноамеричке музичке награде, 8 Награда Ло Нуестро, МТВ видео музичку награду и 6 Награда ASCAP. Такође је добио звезду на Порториканској стази славних, специјалне награде магазина Пипл ен еспањол, те признање Пресенсија латина на Харварду. Међународни Си-Ен-Ен га је именовао Најутицајнијим хиспано уметником 2009, а магазин Тајм једним од 100 најутицајнијих на свету 2006.
- 6 Награда ASCAP (2006, 2014, 2017)
- 2 Музичких награда Билборд (2005)
- 14 Музичких награда Билборд Латин (2005, 2006, 2008, 2009, 2011, 2014, 2016)
- 2 Латиноамеричких музичких награда (2015)
- 1 Латински Греми (2005)
- 8 Награда Ло Нуестро (2005, 2006, 2007, 2008, 2012, 2013)
- 1 МТВ видео музичка награда (2013)
- 15 Награда Хувентуд (2005, 2006, 2007, 2017)

Остало
- Звезда на Порториканској стази славних (2017)[13][14]
- Латино године, Пресенсија латина; Универзитет Харвард (2008)[15]